# Вести-Куранты
«Ве́сти-Кура́нты» («вестовые письма») — условное название первой русской рукописной газеты, издававшейся в России в XVII веке на протяжении около 80 лет.

## Описание
Газета начала постоянно выходить в Москве в 1621 году (хотя отдельные выпуски появлялись ещё в июне 1600 года) для информирования царя Михаила Фёдоровича и боярской думы и продолжала издаваться вплоть до начала XVIII века, пока в 1702 году не превратилась в печатные «Ведомости», с 1728 по 1914 год — «Санкт-Петербургские ведомости»
Газета была рукописной и готовилась дьяками Посольского приказа в нескольких экземплярах специально для царя и его приближённых, которым её зачитывали вслух (об этом говорит помета «государю чтено и боярам»). Источником информации служили в основном иностранные газеты (регулярно выписывались Посольским приказом с 1631), а также сообщения иностранных корреспондентов, среди которых были голландец Исаак Масса, швед Мельхер Бекман, рижанин Юстус Филимонатус, шведский резидент в Москве Петер Крузбиорн.
Газета выходила без постоянного названия, но в «Переписной книге царя Алексея Михайловича» (1676) названа «куранты о всяких вестях». Предполагают, что слово «куранты» не позже 1649 года стало обозначать столбцы с вестями, так как это слово входило в название нескольких голландских газет XVII века (в деловой письменности иностранные газеты называются также «печатные вестовые письма»). Окончательно выпуск «Курантов» был упорядочен в 1660—1670 годах боярином Посольского приказа А. Л. Ордин-Нащокиным.
Редакционный коллектив (переводчики, правщики, переписчики) назывался «курантельщики».
Внешне газета представляла собой узкие листы склеенной бумаги, исписанные столбцом сверху вниз. Такие столбцы текста порой были длиной несколько метров.
О том, как собирались материалы для газеты, свидетельствует следующий документ того времени:
«Государю царю… Алексею Михайловичу холопи твои Ивашко Репнин, Сенька Углецкой челом бьем. В нынешнем в 1664 году августа 29 сказывал нам, холопам твоим, переводчик Лазарь Циммерманов, прислал де к нему, к Лазарю, изо Пскова переводчик Ефим Рентуров куранты о вестях, и мы холопи твои велели те куранты ему перевести, а по переводу те куранты печатаны в Прусской и в Амбургской землях, и те куранты и с них перевод, запечатав твоею, великого государя новгородскою печатью, послали к тебе, великому государю, к Москве мы холопи твои с новгородским стрельцом с Яшкой Савельевым того же числа. А на Москве, государь, велели мы, холопи твои, ему, Яшке, явиться и отписку и куранты и перевод подать в Посольском приказе дьякам думным Лариону Лопухину со товарищи».

## Язык
В тексте курантов первой половины XVII века уже присутствуют слова, появление которых обычно связывают с эпохой Петра I: галера, маршал, миллион, петарда, президент, цитадель, инженер.

## Издание текстов
Издание текстов началось и в дальнейшем осуществлялось в Институте русского языка имени В. В. Виноградова Академии наук СССР под редакцией доктора филологических наук Сергея Ивановича Коткова (1906—1986). Первый том вышел в 1972 году, и затем, при жизни С. И. Коткова, появилось ещё три (1976, 1980, 1983). В последующие годы, иногда с большими перерывами, вышло ещё несколько томов.
- Вести-Куранты: 1600—1639 гг. / Издание подготовили Н. И. Тарабасова, В. Г. Демьянов, А. И. Сумкина; Под ред. С. И. Коткова; Институт русского языка АН СССР. — М.: Наука, 1972. — 348 с. — 2850 экз. (в пер.)
- Вести-Куранты: 1642—1644 гг. / Издание подготовили Н. И. Тарабасова, В. Г. Демьянов, А. И. Сумкина; Под ред. С. И. Коткова; Институт русского языка АН СССР. — М.: Наука, 1976. — 400 с. — 2800 экз. (в пер.)
- Вести-Куранты: 1645—1646, 1648 гг. / Издание подготовили Н. И. Тарабасова, В. Г. Демьянов; Под ред. С. И. Коткова; Институт русского языка АН СССР. — М.: Наука, 1980. — 408 с. — 4000 экз. (в пер.)
- Вести-Куранты: 1648—1650 гг / Издание подготовили В. Г. Демьянов, Р. В. Бахтурина; Под ред. С. И. Коткова; Институт русского языка АН СССР. — М.: Наука, 1983. — 396 с. — 1800 экз.
- Вести-Куранты: 1651—1652 гг., 1654—1656 гг., 1658—1660 гг. / Издание подготовил В. Г. Демьянов; Отв. ред. В. П. Вомперский; Рецензенты: д-р филол. наук В. В. Иванов, канд. филол. наук В. В. Калугин; Институт русского языка им. В. В. Виноградова РАН. — М.: Наука, 1996. — 224, [16] с. — 1000 экз. — ISBN 5-02-011215-1. (в пер.)
- Вести-Куранты: 1656 г., 1660—1662 гг., 1664—1670 гг.: Русские тексты. Ч. 1 / Изд. подгот. В. Г. Демьяновым при участии И. А. Корнилаевой. Завершение работы над изд. и подгот. к печати: Е. А. Подшивалова, С. М. Шамин. Под ред. А. М. Молдована и Ингрид Майер; Институт русского языка им. В. В. Виноградова РАН. — М.: Рукописные памятники Древней Руси, 2009. — 856 с. — 800 экз. — ISBN 978-5-9551-0326-6. (в пер.)
- Вести-Куранты. 1656 г., 1660—1662 гг., 1664—1670 гг.: Иностранные оригиналы к русским текстам. Ч. 2. — М.: Языки славянских культур, 2008. — 648 с. ISBN 978-5-9551-0275-7
- Вести-Куранты: 1671—1672 гг. / Подгот. текстов, исследования, коммент., указатели И. Майер, С. М. Шамина, А. В. Кузнецовой, И. А. Корнилаевой и В. Б. Крысько при участии Е. В. Амановой; под ред. В. Б. Крысько и Ингрид Майер. — М.: Азбуковник, 2017. — 806 с. Тираж 300 экз. ISBN 978-5-91172-150-3.